# Фредрік Гулбрандсен
Фредрік Гулбрандсен (норв. Fredrik Gulbrandsen, нар. 10 вересня 1992, Осло) — норвезький футболіст, нападник клубу «Адана Демірспор».
Виступав, зокрема, за клуб «Ліллестрем», а також молодіжну збірну Норвегії.
Володар Кубка Норвегії. 

## Клубна кар'єра
У дорослому футболі дебютував 2009 року виступами за команду клубу «Ліллестрем». Першу половину 2010 року провів в оренді в клубі «Люн», після чого повернувся до «Ліллестрема». Відіграв за команду з Ліллестрема наступні три сезони своєї ігрової кар'єри.
До складу клубу «Молде» приєднався влітку 2013 року.
З 2016 по 2019 виступав у складі зальцбурзького «Ред Булла», під час виступів за клуб був також орендований до складу «Нью-Йорк Ред Буллз».
25 червня 2019 підписав 3-річний контракт з турецьким клубом «Істанбул Башакшехір».

## Виступи за збірні
2007 року дебютував у складі юнацької збірної Норвегії, взяв участь у 31 іграх на юнацькому рівні, відзначившись 2 забитими голами.
З 2012 року залучається до складу молодіжної збірної Норвегії. На молодіжному рівні зіграв у 8 офіційних матчах, забив 1 гол.

## Статистика виступів

### Статистика клубних виступів
Станом на 1 січня 2014 року
| Сезон                  | Клуб                   | Чемпіонат              | Чемпіонат | Чемпіонат | Національний кубок | Національний кубок | Національний кубок | Континентальні кубки | Континентальні кубки | Континентальні кубки | Суперкубки | Суперкубки | Суперкубки | Усього | Усього |
| Сезон                  | Клуб                   | Ліга                   | Ігор      | Голів     | Ліга               | Ігор               | Голів              | Ліга                 | Ігор                 | Голів                | Ліга       | Ігор       | Голів      | Ігор   | Голів  |
| ---------------------- | ---------------------- | ---------------------- | --------- | --------- | ------------------ | ------------------ | ------------------ | -------------------- | -------------------- | -------------------- | ---------- | ---------- | ---------- | ------ | ------ |
| 2009                   | «Ліллестрем»           | ТЛ                     | 5         | 0         | КН                 | 2                  | 1                  | -                    | -                    | -                    | -          | -          | -          | 7      | 1      |
| січ.-лип. 2010         | «Люн»                  | 1Д                     | 8         | 1         | КН                 | 3                  | 1                  | -                    | -                    | -                    | -          | -          | -          | 11     | 2      |
| лип.-грд. 2010         | «Ліллестрем»           | ТЛ                     | 5         | 0         | КН                 | -                  | -                  | -                    | -                    | -                    | -          | -          | -          | 7      | 1      |
| 2011                   | «Ліллестрем»           | ТЛ                     | 22        | 4         | КН                 | 3                  | 1                  | -                    | -                    | -                    | -          | -          | -          | 25     | 5      |
| 2012                   | «Ліллестрем»           | ТЛ                     | 10        | 1         | КН                 | 1                  | 0                  | -                    | -                    | -                    | -          | -          | -          | 11     | 1      |
| січ.-лип. 2013         | «Ліллестрем»           | ТЛ                     | 15        | 2         | КН                 | 5                  | 2                  | -                    | -                    | -                    | -          | -          | -          | 20     | 4      |
| Усього за «Ліллестрем» | Усього за «Ліллестрем» | Усього за «Ліллестрем» | 57        | 7         |                    | 11                 | 4                  |                      | -                    | -                    |            | -          | -          | 68     | 11     |
| лип.-грд. 2013         | «Молде»                | ТЛ                     | 10        | 4         | КН                 | 2                  | 0                  | ЛЧ                   | 1+1                  | 0                    | -          | -          | -          | 14     | 4      |
| Усього                 | Усього                 | Усього                 | 75        | 8         |                    | 16                 | 5                  |                      | 2                    | 0                    |            | -          | -          | 93     | 17     |

## Титули і досягнення
- Чемпіон Норвегії (1):

«Молде»:  2014
- Володар Кубка Норвегії (3):

«Молде»:  2013, 2014, 2023
- Чемпіон Австрії (3):

«Ред Булл»: 2016-17, 2017-18, 2018–19
- Володар Кубка Австрії (2):

«Ред Булл»: 2016-17, 2018–19
- Чемпіон Туреччини (1):

«Істанбул Башакшехір»: 2019-20